# お多江さん
『お多江さん』（おたえさん）は、1968年7月13日から10月5日まで、朝日放送制作・TBS系の土曜20:00 - 20:56（JST）に放送された日本のテレビドラマ。全13回。カラー放送。

## 概要
先妻の子供が6人もいる男の後妻になった女が、持ち前の気立てのよさとど根性で、一家を再建する物語。

## 出演者
- お多江さん：淡島千景
- 町田磯吉：加東大介
- 町田信子：加賀まりこ
- 町田昌子：加藤登紀子
- 町田雪子：中山千夏
- 町田花子：杉野由加里
- 町田広子：酒井靖乃
- 町田一郎：加島こうじ
- 沢村貞子
- おとら（磯吉の姉）：清川虹子
- 三沢工務店社長：信欽三
- 三沢武彦：小坂一也
- ハナモリ理髪店マスター：花沢徳衛
- 桜子：鮎川いずみ

## スタッフ
- 原作：源氏鶏太
- 脚本：岡田光治
- 演出：河野雅人

## 主題歌
- 「チャンスは今だ」（歌：加藤登紀子）
  - 作詞：加藤登紀子／作曲・編曲：中村八大

## サブタイトル
| 回 | 放送日  | サブタイトル           |
| -- | ------- | ---------------------- |
| 1  | 7月13日 | 父ちゃんのお嫁さん     |
| 2  | 7月20日 | 隣のわが子は･･･        |
| 3  | 7月27日 | 可愛いチエに大騒ぎ     |
| 4  | 8月3日  | 生まれた時が許婚者     |
| 5  | 8月10日 | 目の色かえた真相は･･･  |
| 6  | 8月17日 | 物干台から見る星は･･･  |
| 7  | 8月24日 | 雲がくれしたお多江さん |
| 8  | 8月31日 | ただごとでない磯吉さん |
| 9  | 9月7日  | 白いベッドがやってきた |
| 10 | 9月14日 | 居候追い出し作戦       |
| 11 | 9月21日 | 台風0号発生            |
| 12 | 9月28日 | アマノジャクの青春     |
| 13 | 10月5日 | 横丁に幸せの風         |